# Mosonbánfalva
Mosonbánfalva (németül Apetlon) mezőváros Ausztriában, Burgenland tartományban, a Nezsideri járásban.

## Fekvése
A nagyközség a Fertő keleti partján, Nezsidertől (németül "Neusiedl am See") 26 km-re délre található.  Tengerszint feletti magassága 121 m.

## Nevének eredete
Nevét egykori birtokosáról kapta. Német neve is magyar eredetű, eredeti alakja Apátlan (nem az apát földje értelemben), arról a perlekedésről, mely Illmic és Bánfalva között folyt a pótfalvi apáti birtok miatt).

## Története
A régészeti leletek tanúsága szerint területe már a kőkorszakban is lakott volt, de kerültek elő leletek a bronzkorból és a vaskorból is. Az i. e. 5. században illír törzsek éltek ezen a vidéken, majd kelta bójok vándoroltak ide. A római korban mint erről az éremleletek tanúskodnak elsősorban idejüket kiszolgált veteránok települtek meg itt. Határában a „Neubruch” dűlő térségében is találtak római leleteket. A népvándorlás korában keleti gótok, vandálok, hunok érkeztek erre a vidékre, majd a 6. századtól avarok és szlávok telepedtek meg itt. A magyarok a 10. század elején szállták meg a Fertő tó vidékét, majd határőrző besenyőket telepítettek ide.
1242-ben a tatárok ezt a vidéket is elpusztították, a kipusztult lakosság helyébe 1253-ban németeket telepítettek le. A települést 1318-ban Károly Róbert király adománylevelében "Vytézfelde"  néven említik először. 1361-ben "Banfalu", 1410-ben "Apathlan", 1571-ben "Bandorff" néven említik. Templomát és plébánosát az 1332 és 1337 között kelt pápai tizedjegyzék már említi. A település a mai helyén csak 1410-óta áll, azelőtt nyugatra, a tóhoz közelebb, a ma „Don”nak nevezett helyen  települt. A tó gyakori kiöntései miatt azonban távolabb, ami helyén kellett újra telepíteni. 1500-ban Apátlan a kismartoni uradalom része lett. 1579-ben "Apotlan", 1643-ban "Apethlon" alakban szerepel a korabeli forrásokban. 1529-ben és 1683-ban a török pusztította el. A Rákóczi-szabadságharc idején többször a kurucok rabolták ki, majd a harcok végével pestisjárvány és éhínség pusztított. Plébániáját 1702-ben alapították újra, anyakönyveit 1728-óta vezetik. 1773-ban "Banfalu" néven említik, később azonban többször "Apetlon" néven fordul elő okiratokban. A 17. századtól az Esterházy család birtoka volt.
Vályi András szerint " BÁNFALU. vagy Bánfalva. Apetlán. Elegyes német falu Moson Vármegyében, földes Ura Hertzeg Eszterházy Uraság, lakosai katolikusok, fekszik közel a’ Moson Vármegyei nagy tóhoz. Szántó földgyei termékenyek; de az áradott tó vize gyakran elönti határját, réttye nevezetes szénát terem, legelője szoross, melly miatt az Uraságtól pusztát bérben bírnak, erdeje nintsen, ’s fa helyett náddal tüzelgetnek, malma alkalmatlan, harmadik Osztálybéli."
Fényes Elek szerint " Bánfalu, Apetlohn, német falu, Mosony vármegyében, a Fertő tava mellett, melly itt igen bozótos, 1336 kath. lak., s paroch. szentegyházzal. Harmadik osztálybeli határán van 73 1/ egész jobbágytelek, 147 telkesgazda, 114 4/ második, 333 harmadik, 1462 4/ h. negyedik osztálybeli szántóföldje, 394 embervágó másod, 237 harmad-rendű rétje, sok nádvágása. Élelmöket halászatból, széksó-szedésből, és vizi vadászatból is keresik. F. u. h. Eszterházy. Ut. p. Moson."
1910-ben 1585, többségben német lakosa volt, jelentős magyar kisebbséggel. A trianoni békeszerződésig Moson vármegye Nezsideri járásához tartozott. A nyugat-magyarországi felkelés során volt összecsapás a településnél a Rongyos Gárda és az osztrák csendőrség között. 1991-ben mezővárosi rangot kapott.

## Nevezetességei
- Antiochiai Szent Margit tiszteletére szentelt római katolikus templomát 1792 és 1797 között építették késő barokk stílusban a korábbi, valószínűleg 15. századi templom alapjain. 1975-ben bővítették. Szép üvegablakait Hannelore Knittler-Gsellmann készítette. Orognáját 2008-ban építették újjá.
- A templom melletti nagy fakeresztet 1864-ben állították, 1922-ben megújították.
- A szomszédos Lange Lacke természetvédelmi területe népszerű kirándulóhely és madárfészkelőhely.
- Az egykori  hercegi majorban található a Neusiedler See – Seewinkel Nemzeti Park (a Fertő–Hanság Nemzeti Park osztrák része) székhelye.

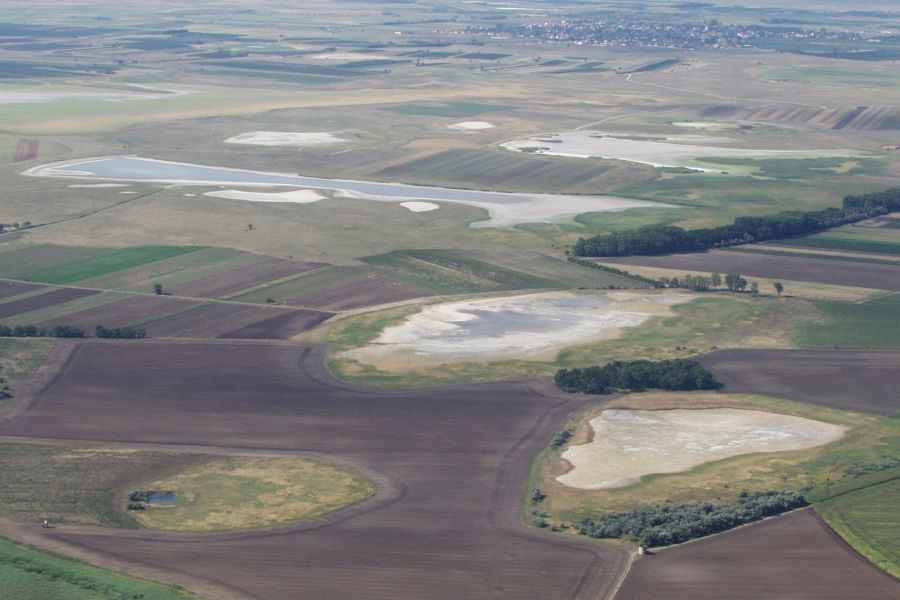
Wörthenlacken, Auerlacke és Sechsmahdlacke
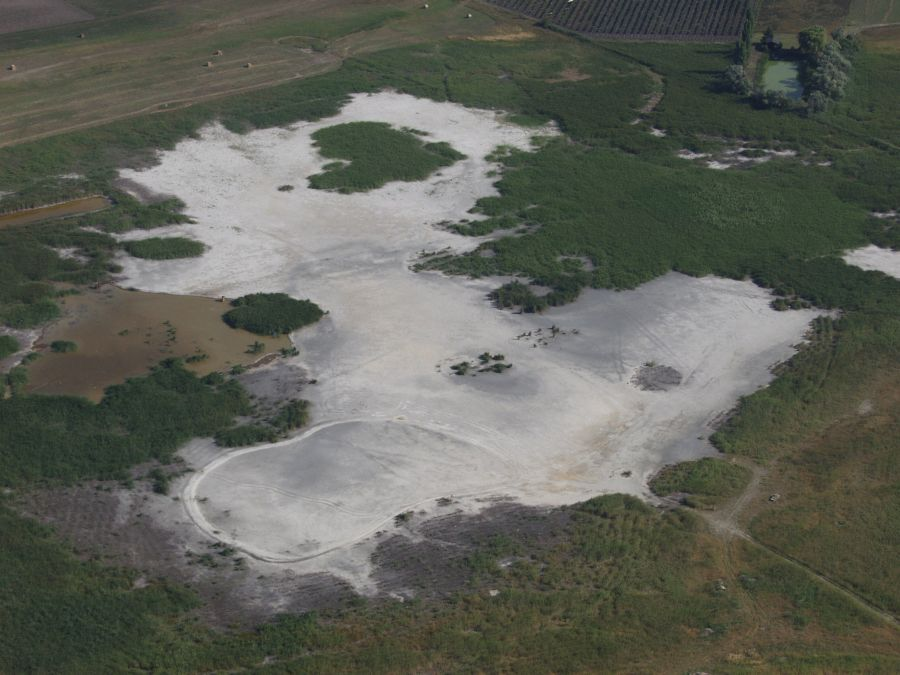
Weißer See
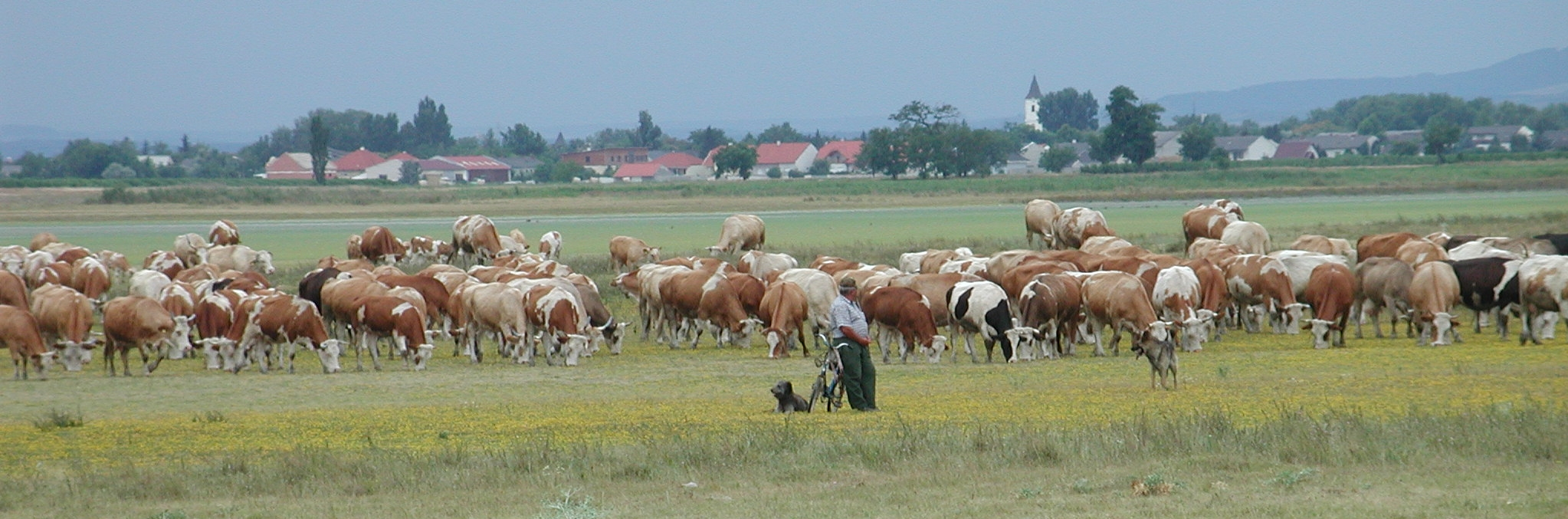
Mosonbánfalvi legelő
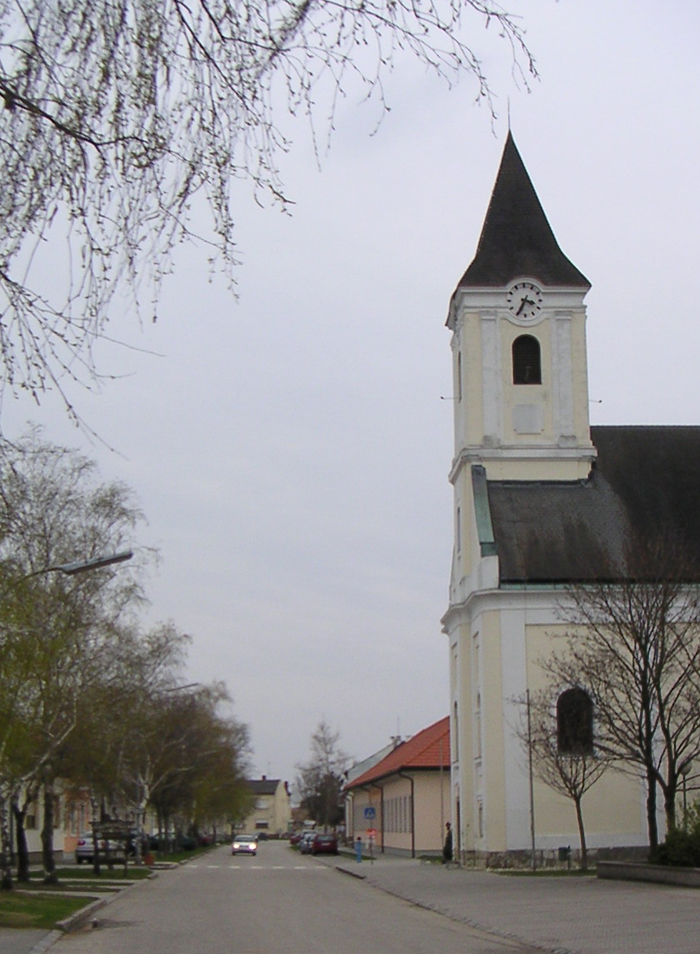
Szent Margit templom